# Kees van Dijk

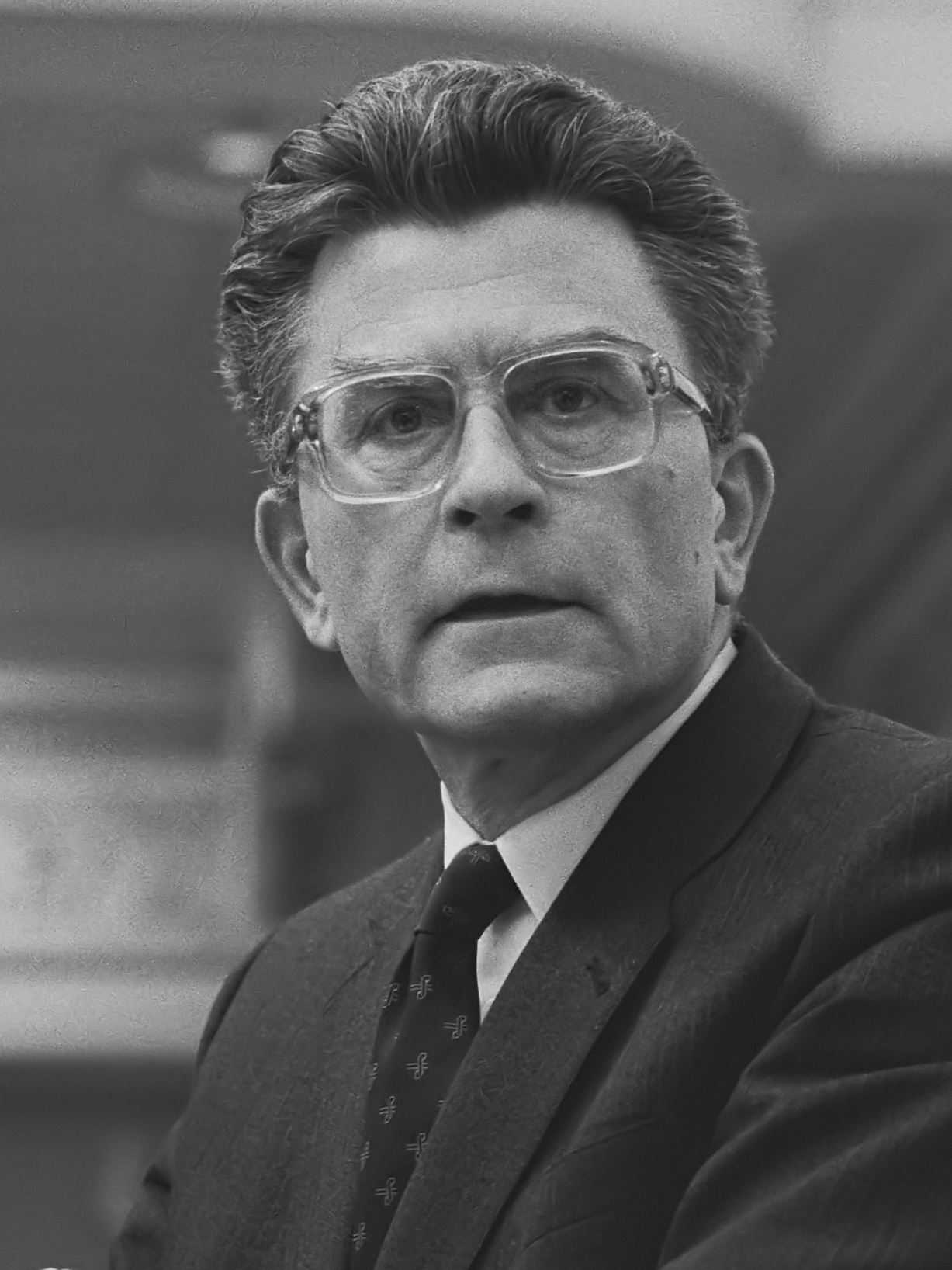
Kees van Dijk (1985)

Cornelis Pieter „Kees“ van Dijk (* 25. Juli 1931 in Rotterdam; † 29. Dezember 2008 ebenda) war ein niederländischer Politiker der Christlich-Historischen Union CHU (Christelijk-Historische Unie) sowie ab 1980 des Christlich-Demokratischen Aufrufs CDA (Christen-Democratisch Appèl), der unter anderem zwischen 1981 und 1982 das Amt als Minister ohne Geschäftsbereich mit der Verantwortung für Entwicklungszusammenarbeit (Minister zonder portefeuille, Minister voor Ontwikkelingssamenwerking) bekleidete sowie von 1987 bis 1989 Innenminister (minister van Binnenlandse Zaken) war. Er gehörte als Mitglied sowohl der Zweiten Kammer der Generalstaaten (Tweede Kamer der Staten-Generaal), des Unterhauses des Parlaments (Staten-Generaal), als auch der Ersten Kammer der Generalstaaten (Eerste Kamer der Staten-Generaal), des Oberhauses des Parlaments, an.

## Leben

### Mitglied der Zweiten Kammer und Minister für Entwicklungszusammenarbeit

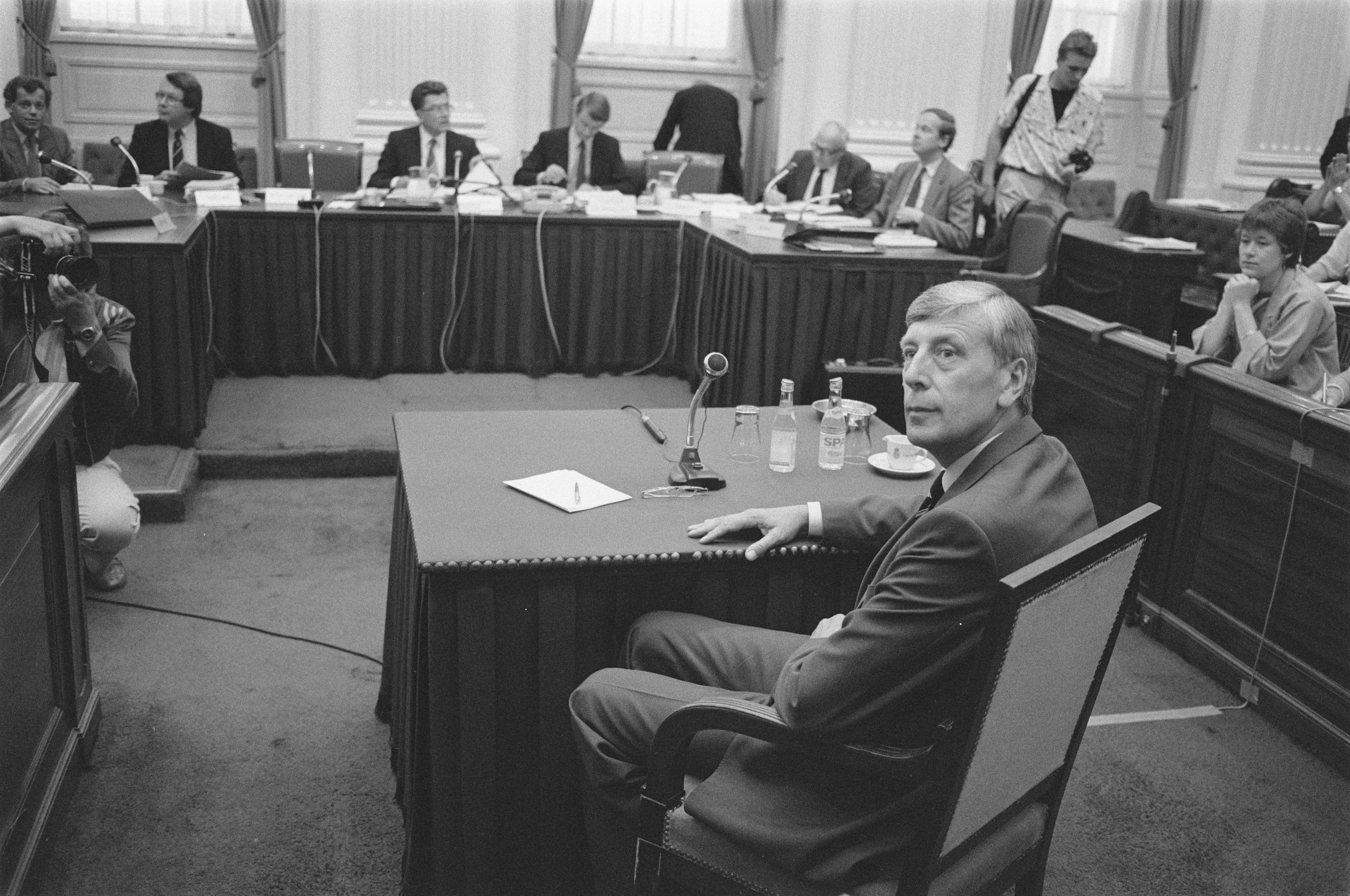
Kees van Dijk (hinten, 3.v.l.) als Vorsitzender bei einer Anhörung der Enquete-Kommission zur Rijn-Schelde-Verolme Machinefabrieken en Scheepswerven (RSV).

Cornelis Pieter „Kees“ van Dijk, der aus einer streng reformierten, calvinistischen Familie stammte und Sohn des Buchhalters in einer kleinen Baustofffirma war, begann seine berufliche Laufbahn in den 1950er Jahren nach einem Studium der Wirtschaftswissenschaften als Mitarbeiter einer Bank in Südafrika und arbeitete dann als Beamter in Niederländisch-Neuguinea. Nach einer darauf folgenden Tätigkeit als Dozent für den Inlandsgeheimdienst BVD (Binnenlandse Veiligheidsdienst) war er schließlich Mitarbeiter der Organisation für wirtschaftliche Zusammenarbeit und Entwicklung (OECD) sowie der Weltbank. Seine politische Laufbahn begann er in der Kommunalpolitik, als er am 3. September 1974 für die Christlich-Historische Union CHU (Christelijk-Historische Unie) Mitglied des Stadtrats von Rotterdam wurde, dem er bis zum 29. September 1977 angehörte. Am 8. Juni 1977 wurde er erstmals Mitglied der Zweiten Kammer der Generalstaaten (Tweede Kamer der Staten-Generaal), des Unterhauses des Parlaments (Staten-Generaal), und vertrat in dieser bis zum 11. September 1981 die Interessen der CHU beziehungsweise des Christlich-Demokratischen Aufrufs CDA (Christen-Democratisch Appèl), der am 11. Oktober 1980 aus einer Fusion von Anti-Revolutionären Partei ARP (Anti-Revolutionaire Partij), Christlich-Historische Union und Katholische Volkspartei KVP (Katholieke Volkspartij) hervorgegangen war. 1980 wurde er Finanzpolitischer Sprecher der CDA-Fraktion in der Zweiten Kammer.
Am 11. September 1981 übernahm van Dijk im zweiten Kabinett van Agt das Amt als Minister ohne Geschäftsbereich mit der Verantwortung für Entwicklungszusammenarbeit (Minister zonder portefeuille, Minister voor Ontwikkelingssamenwerking) und hatte dieses auch vom 29. Mai bis zum 4. November 1982 im dritten Kabinett van Agt inne. Kurz nach seinem Amtsantritt als Minister diskreditierte ihn eine Äußerung während seines früheren Aufenthaltes in Südafrika, in der er seine Wertschätzung für das Apartheidregime zum Ausdruck brachte. Er erklärte jedoch, dass er nicht mehr hinter dieser Aussage stehen würde. Als Minister für Entwicklungszusammenarbeit geriet er ferner in Konflikt mit der Nationalen Kommission für Entwicklungsstrategien NCO (Nationale Commissie Ontwikkelingsstrategie), nachdem er eine Umstrukturierung des NCO angekündigt hatte.
Am 16. September 1982 wurde er für den CDA abermals Mitglied der Zweiten Kammer der Generalstaaten, der er nunmehr bis zum 14. Juli 1986 angehörte. Während seiner Parlamentszugehörigkeit war er vom 2. Dezember 1982 bis zum 14. Juli 1986 Vorsitzender des Ständigen Ausschusses für Außenhandel (Vaste commissie voor Buitenlandse Handel). Außerdem fungierte in der Zeit zwischen dem 24. März 1983 und dem 14. Juli 1986 als Vorsitzender der Enquete-Kommission zur Rijn-Schelde-Verolme Machinefabrieken en Scheepswerven (RSV), das größte niederländische Schiffbauunternehmen, dessen Verluste in Milliarden Gulden schließlich zum Zusammenbruch führten, der einen aufsehenerregenden Untersuchungsausschuss nach sich zog. Als der frühere Ministerpräsident Joop den Uyl bei seiner Vernehmung vor dem RSV-Untersuchungsausschuss die rhetorische Frage stellte „Was gibt es Schöneres, als ein Schiff zu bauen und ihm dabei zuzusehen, wie es die Helling zum Stapellauf hinabfährt?“ (‚Wat is er mooier dan een schip maken en het van de helling zien lopen?‘), antwortete van Dijk trocken: „Eines weiß ich, was noch schöner ist, das ist eine Frau“ (‚Ik weet één ding dat mooier is, dat is een vrouw‘). Er war zudem zwischen 1983 und 1985 erneut Finanzpolitischer Sprecher der CDA-Fraktion.

### Innenminister und Mitglied der Ersten Kammer

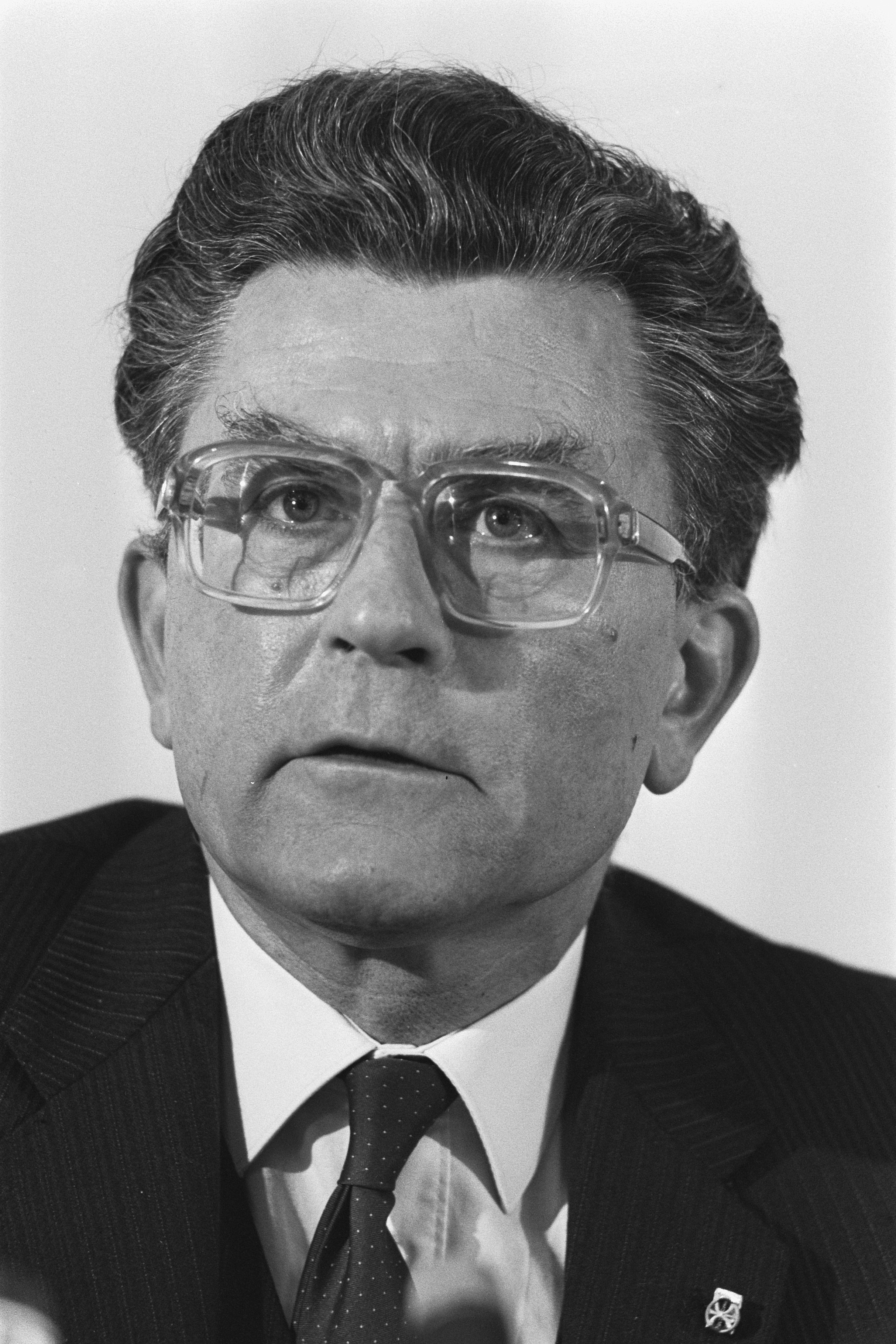
Kees van Dijk (1986).

Im zweiten Kabinett Lubbers wurde Kees van Dijk am 14. Juli 1987 zum Innenminister (minister van Binnenlandse Zaken) berufen und hatte dieses Amt bis zum 7. November 1989 inne. Aufgrund einer Herzoperation war er allerdings vom 3. Februar bis zum 6. Mai 1987 nicht mit der Leitung des Ministeriums beauftragt, weswegen der Minister für Arbeit und Soziales Jan de Koning in dieser Zeit als kommissarischer Innenminister fungierte.
Kurz nach seinem Amtsantritt als Innenminister sorgte eine Äußerung von ihm über mangelndes Engagement einiger Beamter für ein gestörtes Verhältnis zu den Beamtengewerkschaften. Er verwies insbesondere auf die relativ hohen krankheitsbedingten Fehlzeiten. Die Erklärung erfolgte anlässlich der Ankündigung einer Personalabbaumaßnahme der nationalen Regierung, die zu einer Verringerung der Zahl der Beamten um 20.000 führen sollte. 1988 erarbeitete er zusammen mit Justizminister Frits Korthals Altes das Personenregistergesetz (Wet persoonregistraties), das Regelungen zur Erfassung von privat sensiblen Daten in elektronischen Datenbanken enthält. Der Gesetzentwurf wurde 1985 von seinem Vorgänger Koos Rietkerk mit eingereicht. 1989 erwirkte er außerdem zusammen mit Justizminister Korthals Altes Novellen des Staatsratsgesetzes (Wet op de Raad van State), um es an die geänderte Verfassung (Grondwet) anzupassen. Unter anderem wurde das Beratungsersuchen zu privaten Gesetzesinitiativen von Abgeordneten in der Zweiten Kammer zur Pflicht. 1989 legte er zusammen mit Justizminister Korthals Altes die Gesetzesvorlage zum Allgemeinen Verwaltungsrechtsgesetz (Algemene wet bestuursrecht) vor. Dieses wurde 1992 von Justizminister Ernst Hirsch Ballin und Innenminister Ien Dales im Amtsblatt (Staatsblad ) veröffentlicht. Wichtige Ernennungen während seiner Amtszeit waren die Berufungen der CDA-Politiker Frank Houben zum Kommissar der Königin in der Provinz Noord-Brabant, Jan Hendrikx zum Kommissar der Königin in der Provinz Overijssel, Gerrit Brokx zum Bürgermeister von Tilburg und Don Burgers zum Bürgermeister von ’s-Hertogenbosch sowie des PvdA-Politikers Jos van Kemenade zum Bürgermeister von Eindhoven. 1989 wurde er für seine langjährigen Verdienste zum Großoffizier des Ordens von Oranien-Nassau ernannt.
Zuletzt wurde van Dijk am 11. Juni 1991 Mitglied der Ersten Kammer der Generalstaaten (Eerste Kamer der Staten-Generaal), des Oberhauses des Parlaments, und gehörte diesem als Vertreter der CDA bis zum 8. Juni 1999 an. Als Mitglied des Senats befasste er sich vor allem mit Finanzen, Inneren Angelegenheiten, Wirtschaft und Entwicklungszusammenarbeit. Während dieser Zeit war er zwischen 1996 und 1997 Vorsitzender des Ausschusses für Medienpolitik des Interkonfessionellen Kontaktes in Regierungsangelegenheiten CIO (Interkerkelijk Contact in Overheidszaken) sowie von August 1999 bis zum 1. Oktober 1999 Vorsitzender des Untersuchungsausschusses der Ceteco-Affäre, in der die Provinz Zuid-Holland heimlich rund zwei Milliarden Gulden angelegt hatte, um Gewinne zu erzielen.

## Veröffentlichung
- Verre buren. Ontwikkelingssamenwerking in de crisis, Mitautoren Daniël Coens, Tony van den Bosch, 1983